# Within Silence
Within Silence är ett slovakiskt power metal-band från Košice, aktivt sedan 2014.

## Biografi
Bandet grundades av gitarristen Richard Germanus och sångaren Martin Klein 2008. De kallade sig då Rightdoor, men ändrade namn till Within Silence strax innan släppet av debutalbumet. Gruppen spelade tillsammans med det amerikanska progressiva power metal-bandet Theocracy i sin hemstad Košice och fick genom konsertarrangören kontakt med det svenska skivbolaget Ulterium Records, som knöt bandet till sig. Debuten Gallery of Life släpptes 2015. Året därpå turnerade man som förband till just Theocracy, som då låg på samma skivbolag.
I oktober 2017 släpptes bandets andra album Return from the Shadows. Vid det laget hade basisten Filip Andel lämnat gruppen och ersatts av Viktor Varga. Trummisen Peter Gacik och gitarristen Martin Čičo hoppade av bandet under 2020 och 2021. De ersattes av Peter Pleva respektive Marián "Majo" Gonda. Med denna nya uppställning spelade man in julsingeln "Flame of Peace" som släpptes i december 2022, med tillhörande musikvideo.
Within Silences tredje studioalbum, The Eclipse of Worlds, gavs ut i december 2024. Det mixades av Matt Smith från Theocracy. Två musikvideor föregick albumsläppet och en tredje följde kort därpå.

## Tematik
Within Silence är ett kristet band, vilket delvis återspeglas i lyriken.

## Medlemmar
Nuvarande medlemmar
- Richard Germanus – leadgitarr, bakgrundssång (2014– )
- Martin Klein – sång (2014– )
- Viktor Varga – basgitarr (2016– )
- Peter Pleva – trummor (2020– )
- Marián "Majo" Gonda – rytmgitarr (2021– )

Tidigare medlemmar
- Filip Andel – basgitarr, bakgrundssång (2014–2016)
- Peter Gacik – trummor (2014–2020)
- Martin Čičo – rytmgitarr (2014–2021)

## Diskografi
Studioalbum
- Gallery of Life (2015)
- Return from the Shadows (2017)
- The Eclipse of Worlds (2024)

Singlar
- "Heroes Must Return" (2017)
- "Children of Light" (2017)
- "Flame of Peace" (2022)
- "Battle Hymn" (2024)